# Magic (canción de Olivia Newton-John)
«Magic»  es una canción grabada por la cantante británico-australiana Olivia Newton-John para la banda sonora de la película de fantasía musical de 1980 Xanadú, protagonizada por Newton-John y Gene Kelly. Escrito y producido por John Farrar, "Magic" fue lanzado como el sencillo principal de la banda sonora en mayo de 1980.
En Estados Unidos alcanzó el número 1 del Billboard Hot 100 y se mantuvo durante cuatro semanas a partir del 2 de agosto. "Magic" se convirtió en el mayor éxito de Newton-John en Billboard Adult Contemporary, pasando cinco semanas en la cima de la lista.
En Canadá, pasó dos semanas en el número 1 en la lista RPM Top Singles y también encabezó la lista RPM Adult Contemporary durante una semana. Alcanzó el número 4 en Australia y el número 32 en el Reino Unido.

## Lista de canciones
Todas las pistas escritas y producidas por John Farrar.
- sencillo 7" Estados Unidos (MCA Records)

A1. "Magic" – 4:25
B1. "Fool Country" – 2:29
- sencillo 7" Reino Unido (Jet Records)

A1. "Magic" – 4:25
B1. "Whenever You're Away from Me" – 4:22

## Posicionamiento en listas
| Lista (1980)                              | Máxima posición |
| ----------------------------------------- | --------------- |
| Alemania (Offizielle Deutsche Charts)     | 36              |
| Australia (Kent Music Report)             | 4               |
| Austria (Ö3 Austria Top 40)               | 20              |
| Bélgica (Flandes) (Ultratop 50)           | 18              |
| Canadá (RPM Top Singles)                  | 1               |
| Canadá (RPM Adult Contemporary)           | 1               |
| Estados Unidos (Billboard Hot 100)        | 1               |
| Estados Unidos (Adult Contemporary)       | 1               |
| Estados Unidos (Cash Box Top 100 Singles) | 1               |
| Japón (Oricon)                            | 43              |
| Nueva Zelanda (Recorded Music NZ)         | 4               |
| Países Bajos (Dutch Top 40)               | 12              |
| Reino Unido (UK Singles Chart)            | 32              |
| Suecia (Sverigetopplistan)                | 12              |
| Sudáfrica (Springbok)                     | 5               |

| Lista (2022)                             | Máxima posición |
| ---------------------------------------- | --------------- |
| Canadá (Digital Songs (Billboard)        | 37              |
| Estados Unidos (Digital Songs Billboard) | 11              |

## Personal
- Olivia Newton-John - voz y coros
- John Farrar: guitarra eléctrica, piano eléctrico, sintetizadores y coros
- David Hungate - bajo
- Carlos Vega – batería y percusión

Personal adicional
- Cuerdas arregladas y dirigidas por Richard Hewson
- David J. Holman – ingeniería y mezcla

## Otras versiones
- En mayo de 2011, fue remezclado por dos australianos, DJ Dan Murphy y Steve Peach, para crear la versión dance "Magic (Peach & DJ Dan Murphy remix). Newton-John volvió al estudio para cantar las nuevas voces. La versión fue patrocinada por WACCI, un grupo humanitario.[17] Todos los que trabajaron en el proyecto ofrecieron su tiempo como voluntarios, y todas las ganancias se donaron a " la organización benéfica de Newton-John, el Centro de Cáncer y Bienestar Olivia Newton-John.
- Otra versión actualizada de la canción fue interpretada por Meaghan Martin para la película original de Disney Wizards of Waverly Place: The Movie. Posteriormente se incluyó en la serie de televisión y en el álbum de la banda sonora de la película.
- En 2015, Newton-John se asoció con su hija Chloe Lattanzi y Dave Aude para reelaborar el estribillo de la canción en una nueva grabación, "You Have to Believe". La canción llegó al número uno en la lista de canciones de Dance Club de Estados Unidos.[18]
- Juliana Hatfield versionó la canción en su álbum Juliana Hatfield Sings Olivia Newton-John.[19]
- En 2018, Delta Goodrem interpretó la canción en la miniserie Olivia Newton-John: Hopelessly Devoted to You y en el álbum de la banda sonora que la acompaña, I Honestly Love You.